# 金颈环
金颈环是一个公元前6世纪至前4世纪期间，诞生于现今俄罗斯南部或黑海附近一带的金质凯尔特风格项圈，与凯尔特艺术中的金质新月风格相似。通过刻画出优雅的形状和象征圆满的圆形，使其成为在欧洲历史上一个优秀的作品，其精湛技艺掌握在铁器时代的欧洲金匠手中。金颈环重量超过1磅，这样一个气势宏伟的物体使其成为地位与权力的象征。有文献指出，它可能是一种陪葬品，伴随死者进入来世，但也有可能只是日常生活中奢华的珠宝。即使是这种单股或多股黄金的饰品，也使得它成为凯尔特人中最为普遍的饰品。

## 藏主
近代以来，金颈环的藏主更换了数次。1978年之前，由来自瑞士的O·P·文盖先生收藏，随后藏主变更为巴塞尔收藏爱好者乔治斯·布罗斯。2005年，大都会艺术博物馆通过购买的形式成为其新一任藏主。

## 图册

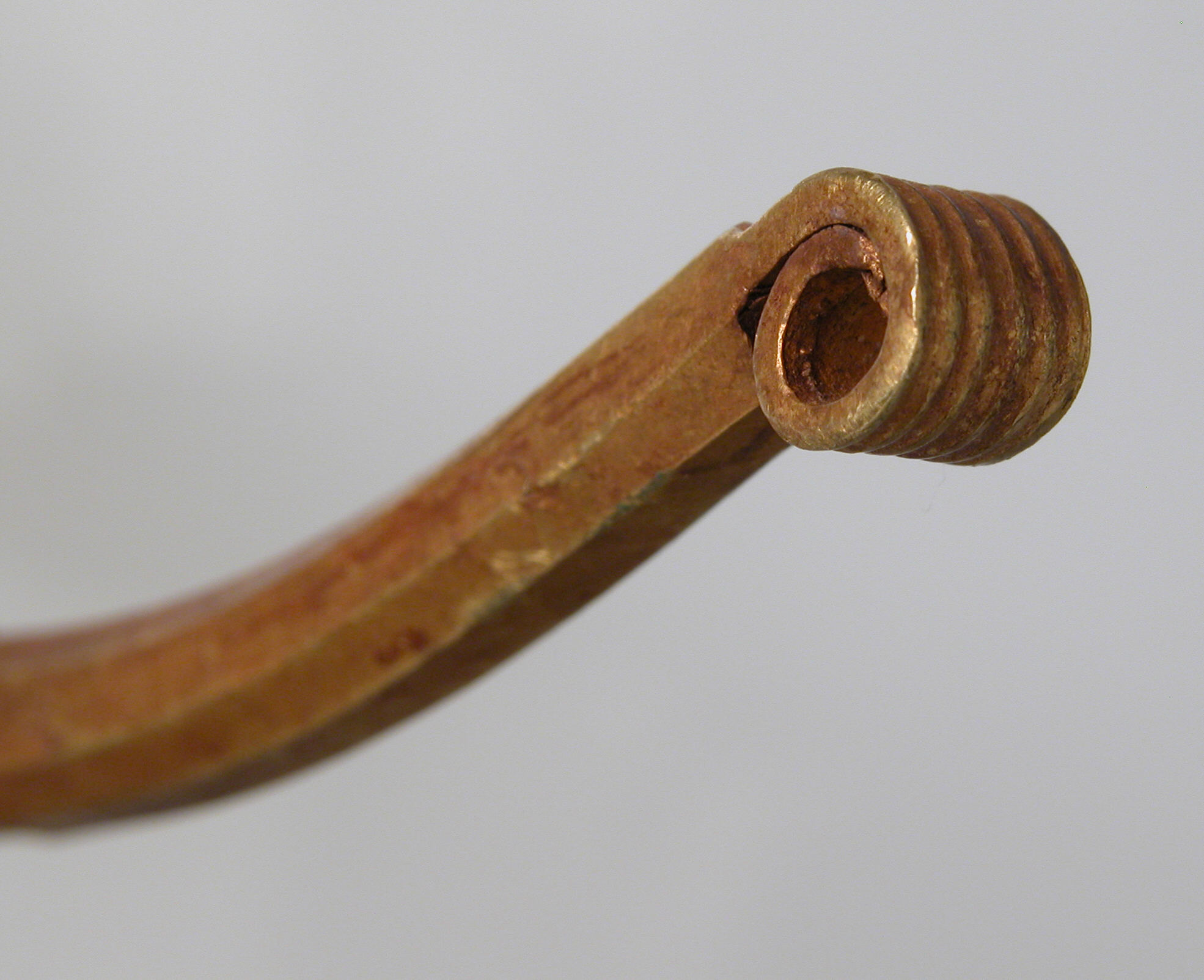
金颈环细节图
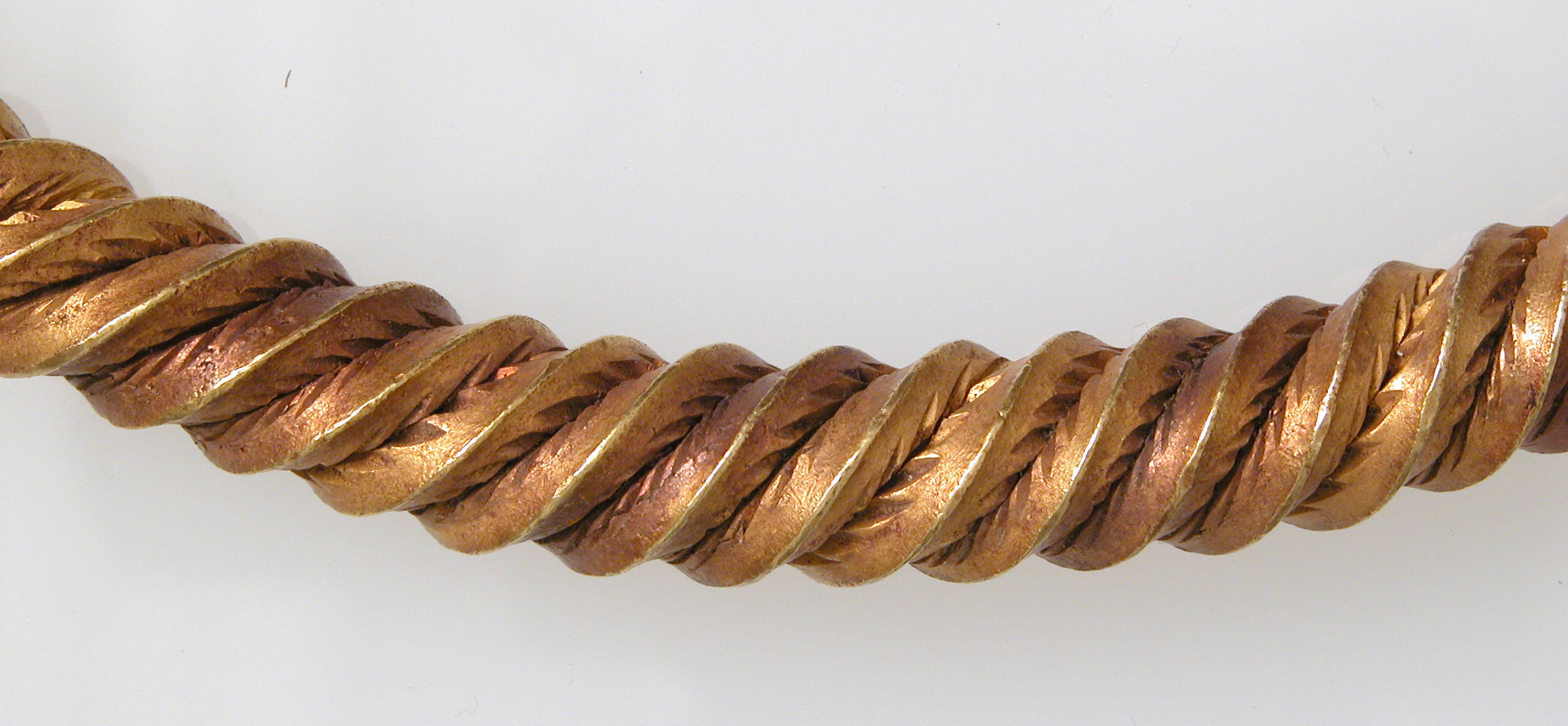
金颈环细节图